# Iván Sánchez Aguayo
Iván Sánchez Aguayo (Campillo de Arenas, 23 settembre 1992) è un calciatore spagnolo, di ruolo centrocampista o ala, attualmente svincolato.